# فرهنگ در قزاقستان
قزاقستان دارای فرهنگ مبتنی بر اقتصاد عشایری ساکنان آن است. اسلام در سده‌های ۷ تا ۱۲ به قزاقستان معرفی شد. علاوه بر بره، بسیاری دیگر از غذاهای سنتی ارزش نمادین را در فرهنگ قزاقستان حفظ می‌کنند. فرهنگ قزاقستان تا حد زیادی تحت تأثیر سبک زندگی عشایری قرار دارد. به نظر می‌رسد فرهنگ قزاقستان نیز تحت تأثیر سکاهای کوچ نشین است.

## جشن‌ها

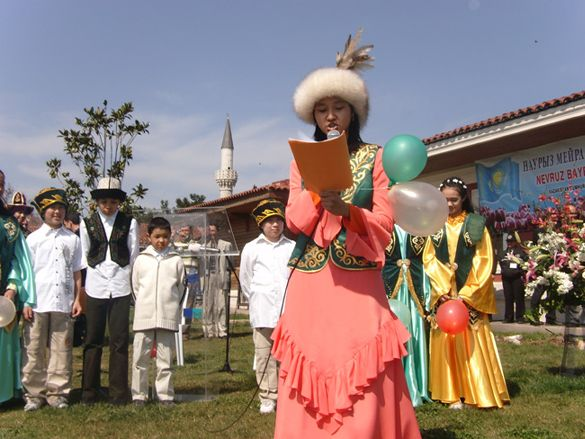
نوروز در قزاقستان

در دوران شوروی (سال ۱۹۲۶) نوروز به عنوان جشن بیگانه از سوی حزب کمونیست ممنوع اعلام شد و تنها بعد از ۶۲ سال یعنی در سال ۱۹۸۸ دیگربار به آغوش این سرزمین برگشت. با کسب استقلال قزاقستان، رئیس‌جمهور این کشور در ۱۵ مارس سال ۱۹۹۱ ضمن صدور یک فرمان، نوروز را جشن ملی قزاقستان اعلام کرد. امروز نوروز در قزاقستان تنها جشن مردم بومی نبوده بلکه نمایندگان همه اقوام و ادیان مقیم این کشور نیز آن را بزرگ می‌دارند. مردم قزاقستان نوروز را اعتدال بهاری می‌دانند و بر این باورند که در این روز ستاره‌های آسمانی به نقطه ابتدایی می‌رسند و همه جا تازه می‌شود و روی زمین شادمانی بر قرارمی‌شود. همچنین قزاق‌ها معتقدند که نوروز آغاز سال است و در میان آنان عبارات زیبایی دربارهٔ نوروز وجود دارد. نوروز روزی است که یک سال منتظرش بوده‌اند نوروز روزی است که خیر بر زمین فرود آمده و بالاخره نوروز روزی است که سنگ نیلگون سمرقند آب می‌شود.